# Skriveredskab
Et skriveredskab er et redskab, der bruges til at skrive eller alternativt til at tegne med. Tidligere benyttedes eksempelvis en griffel, ofte af grafit som også bruges i blyanter, der blev efterfulgt af skrivefjeren med blæk. Fjerens efterfølger kan ses i fyldepennen, som var en yndet konfirmationsgave, der senere skulle blive afløst af kuglepennen.